# مؤسسة الكتاب الأول
هي مؤسسة اجتماعية غير ربحية تأسست في الولايات المتحدة عام 1992 لتوفير الكتب الجديدة والموارد التعليمية للأطفال من الأسر ذات الدخل المنخفض.
التاريخ:
1992: بيتر جولد وإليزابيث أركي وكايل زيمر في عام 1992 وأثناء السفر في البلاد، التقت المعلمين وقادة المجتمع المحلي والعمل مع الأطفال من الأسر ذات الدخل المنخفض. اكتشفت افتقارهم إلى الكتب الكافية والموارد التعليمية لضمان الأطفال لديهم الفرصة لقراءة والتعلم والنجاح. أنشأت كايل واثنين من أصدقائها وزملائها، ليز وبيتر الكتاب الأول لتوفير إمدادات مستمرة من الكتب لأولئك الذين يعملون مع الأطفال الذين يعيشون في فقر.
1995: كايل زيمر تترك عملها كمحامية شركات للتركيز على «الكتاب الأول» الرئيس والمدير التنفيذي.
1998: «الكتاب الأول» يضع كتاب البنك الوطني الأول للكتاب، وهو أول نظام التوزيع المركزي للتبرعات واسعة النطاق لكتب الأطفال من الناشرين لبرامج الكتاب الأول.
2008: «الكتاب الأول» تطلق كتاب السوق الأولى، وهو موقع على الإنترنت التي تقدم الكتب ذات جودة عالية للأطفال والمواد التعليمية بأسعار مخفضة للغاية، على وجه الحصر إلى برامج مسجلة مع الكتاب الأول.
2009: «الكتاب الأول» تطلق عملياتها في كندا.
2012: «الكتاب الأول» يوزع 100000000 كتاب.
2013: «الكتاب الأول» يبدأ في التوسع على الصعيد العالمي، وإقامة السوق العالمية الكتاب الأول في الاجتماع السنوي مبادرة كلينتون العالمية.
2013: «الكتاب الأول» تطلق قصص للجميع مشروع لجعل أكثر تنوعا والكتب وموارد متعددة الثقافات المتاحة للأطفال التي تخدمها وسوق التجزئة.
2014: نمو شبكة «الكتاب الأول» لأكثر من 150,000 المعلمين وقادة برنامج العمل في حياة الأطفال المحتاجين.
2016 : الإعلان عن اشتراك «الكتاب الأول» في معرض أبو ظبي الدول للكتاب 2016.
روابط خارجية:
firstbook.org
‌